# Ludvík Daněk
Ludvík Daněk (ur. 6 stycznia 1937 w Hořicach koło Blanska, zm. 16 listopada 1998. w miejscowości Hutisko-Solanec) – czechosłowacki lekkoatleta, dyskobol. Trzykrotny medalista olimpijski.

## Kariera

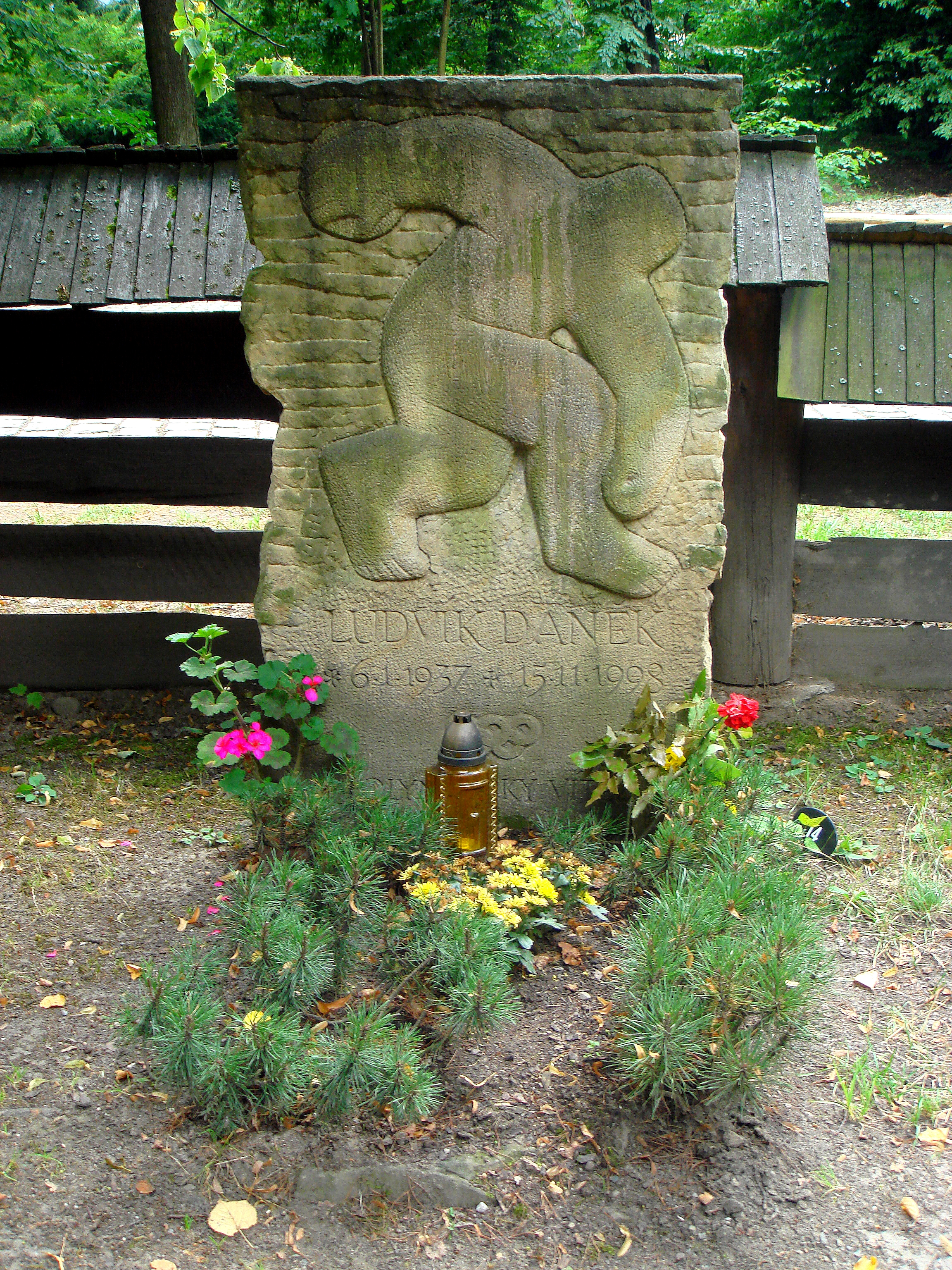
Grób Ludvíka Danka v Rožnovie pod Radhoštěm

Był czołowym dyskobolem świata lat 60. i początku następnej dekady. Rozpoczął międzynarodową karierę na mistrzostwach Europy w 1962 w Belgradzie, gdzie zajął 9. miejsce.
Bardzo udany był sezon 1964. Najpierw 10 maja w Vyškovie poprawił rekord Europy rzutem na odległość 62,45 m, a 2 sierpnia w Turnovie ustanowił rekord świata z wynikiem 64,55 m. Na igrzyskach olimpijskich w Tokio zdobył srebrny medal, przegrywając jedynie z legendarnym Alem Oerterem.
12 września 1965 w Sokolovie jako pierwszy człowiek rzucił dyskiem ponad 65 m, osiągając wynik 65,22 m. Został wybrany sportowcem roku Czechosłowacji w 1965. Na mistrzostwach Europy w 1966 w Budapeszcie zajął 5. miejsce. Zdobył brązowy medal na igrzyskach olimpijskich w 1968 w Meksyku, przegrywając ponownie z Oerterem, a także z Lotharem Milde z NRD. Na mistrzostwach Europy w 1969 w Atenach zajął 4. miejsce. Zdobył złoty medal na mistrzostwach Europy w 1971 w Helsinkach. Na igrzyskach olimpijskich w 1972 w Monachium święcił swój największy triumf zwyciężając rzutem na odległość 64,40 m, oddanym w ostatniej kolejce. We wrześniu 1972 otrzymał Order Pracy. Został wybrany po raz drugi sportowcem roku Czechosłowacji. Na mistrzostwach Europy w 1974 w Rzymie zdobył srebrny medal. Później już nie zdobywał medali. Na igrzyskach olimpijskich w 1976 w Montrealu zajął 9. miejsce, a na mistrzostwach Europy w 1978 w Pradze odpadł w eliminacjach.
Był mistrzem Czechosłowacji w rzucie dyskiem w latach 1963-1976. Jego rekord życiowy wynosił 67,18 m (z 1974). Zakończył karierę zawodnika w 1982 i zajął się pracą trenerską. W latach 90. był wiceprezesem czeskiego związku lekkoatletyki. Obecnie ku czci tego zawodnika, jego imię nosi stadion miejski w Turnovie.